# Abdij van Clairvaux

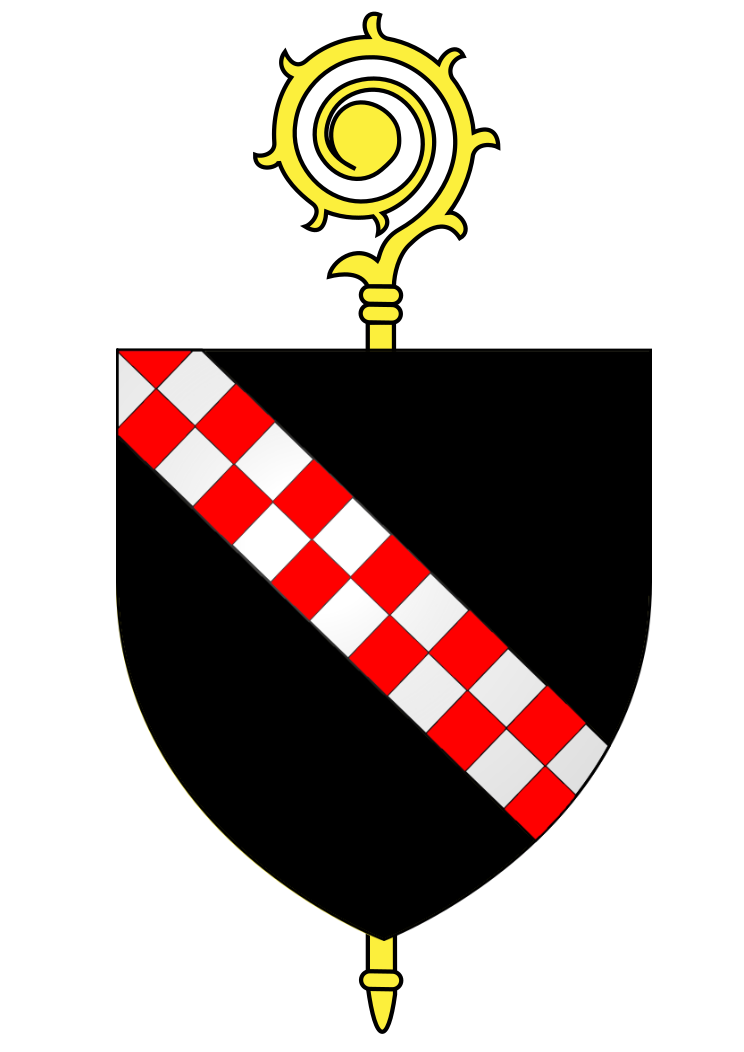
Wapenschild van de abdij van Clairvaux

De Abdij van Clairvaux is een voormalige cisterciënzerabdij in de gemeente Ville-sous-la-Ferté in het departement Aube in Frankrijk.
De abdij is gelegen in het dal van de rivier de Aube. Daarvan is ook de naam van de abdij afgeleid; deze komt van claire vallée of clara vallis (klare vallei).
Het klooster van Clairvaux is een van de vier dochterkloosters van de moederabdij van de cisterciënzers, Cîteaux. De andere drie zijn La Ferté, Pontigny en Morimond.

## Geschiedenis
De abdij werd in 1115 gesticht door de heilige Bernard van Clairvaux. In de tijd van Bernardus bloeide de cisterciënzerorde. Al snel werden er vanuit Clairvaux dan ook weer nieuwe dochterabdijen gesticht, waaronder die van Fontenay in 1119.
De abdij werd opgeheven in 1792, als gevolg van de Franse Revolutie, waarna het een armenhuis werd. Nog later werd het een tucht- en verbeterhuis. De abdijgebouwen doen tegenwoordig dienst als gevangenis.

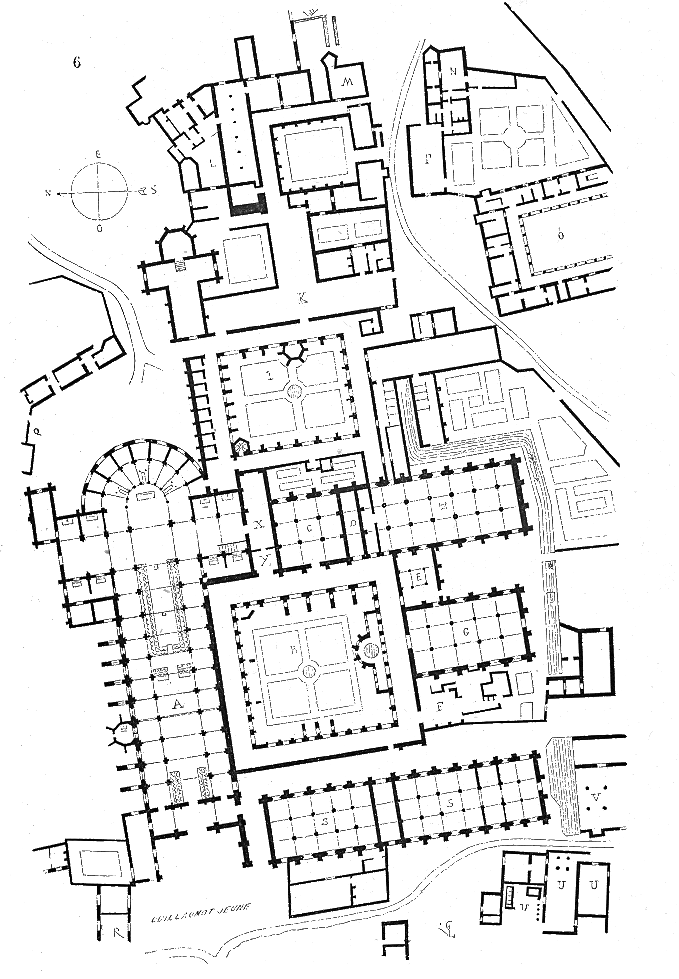
Plattegrond van de abdij